# Jeffrey Richards
Jeffrey Richards, né vers 1945, est un historien britannique.

## Biographie
Formé à Jesus College à Cambridge, Jeffrey Richards est professeur d'histoire culturelle à l'université de Lancaster. Historien culturel et critique de cinéma de premier plan, il est l'auteur de plus de 15 livres sur l'histoire culturelle britannique.
Ses livres comprennent entre autres The Popes and the Papacy in the Early Middle Ages 476-752 (1979) et Sir Henry Irving: A Victorian Actor and His World (2005).

## Crédit d'auteurs
- (en) Cet article est partiellement ou en totalité issu de l’article de Wikipédia en anglais intitulé « Jeffrey Richards » (voir la liste des auteurs).